# Persone di nome Ronnie
| Questa pagina contiene informazioni ricavate automaticamente dalle voci biografiche con l'ausilio del template Bio e di un bot. L'aggiornamento è periodico e automatico e ricostruisce completamente la pagina. Se manca una persona in questa lista, sei pregato di non aggiungerla, ma accertati piuttosto che la sua voce biografica contenga il template Bio e che i dati anagrafici siano correttamente compilati. Se il template Bio manca, inseriscilo tu stesso o, in alternativa, metti l'avviso {{tmp\|Bio}} che ne segnala la mancanza. Se i dati riportati sono sbagliati, correggi direttamente la voce biografica; le modifiche saranno visibili in questa lista entro pochi giorni. Per chiarimenti vedi il progetto antroponimi. La lista contiene solo le 61 persone che sono citate nell'enciclopedia e per le quali è stato implementato correttamente il template Bio. Pagina aggiornata al 6 ago 2025. |

Questa è una lista di persone presenti nell'enciclopedia che hanno il nome Ronnie, suddivise per attività principale.

## Allenatori di calcio(2)
- Ron de Groot, allenatore di calcio e ex calciatore olandese (Nimega, n. 1960)
- Fillemon Kanalelo, allenatore di calcio e ex calciatore namibiano (Walvis Bay, n. 1971)

## Artisti(1)
- Ronnie Cutrone, artista statunitense (New York, n. 1948 - Lake Peekskill, † 2013)

## Astronauti(1)
- Walter Cunningham, astronauta statunitense (Creston, n. 1932 - Houston, † 2023)

## Attori(2)
- Ronnie Gene Blevins, attore statunitense (contea di Harris, n. 1977)
- Ronnie Rowe, attore canadese (Toronto, n. 1980)

## Calciatori(14)
- Ronnie Edwards, calciatore inglese (Harlow, n. 2003)
- Ronnie Ekelund, ex calciatore danese (Glostrup, n. 1972)
- Ronnie Fernández, calciatore cileno (Viña del Mar, n. 1991)
- Ronnie Hellström, calciatore svedese (Malmö, n. 1949 - † 2022)
- Ronnie Jowa, ex calciatore e ex giocatore di calcio a 5 zimbabwese (n. 1968)
- Ronnie Moran, calciatore e allenatore di calcio inglese (Crosby, n. 1934 - Liverpool, † 2017)
- Ronny Nouwen, ex calciatore olandese (Rotterdam, n. 1982)
- Ronnie O'Brien, ex calciatore irlandese (Bray, n. 1979)
- Ronnie Reniers, ex calciatore olandese (Tilburg, n. 1987)
- Ronnie Schembri, ex calciatore maltese (n. 1948)
- Ronnie Schwartz, calciatore danese (Ulsted, n. 1989)
- Ronnie Sharp, ex calciatore scozzese (n. 1948)
- Ronnie Sinclair, ex calciatore scozzese (Stirling, n. 1964)
- Ronnie Wallwork, ex calciatore inglese (Newton Heath, n. 1977)

## Cantanti(6)
- Ronnie Carroll, cantante britannico (Belfast, n. 1934 - Londra, † 2015)
- Ronnie Milsap, cantante e pianista statunitense (Robbinsville, n. 1943)
- Ronnie Platt, cantante statunitense (Chicago, n. 1960)
- Ronnie Romero, cantante cileno (Santiago del Cile, n. 1981)
- Ronnie Spector, cantante statunitense (New York, n. 1943 - Danbury, † 2022)
- Ronnie Von, cantante, showman e attore brasiliano (Niterói, n. 1944)

## Cavalieri(1)
- Ronnie McMahon, cavaliere irlandese (Rathfarnham, n. 1942 - † 2010)

## Cestisti(9)
- Ronnie Brewer, ex cestista statunitense (Portland, n. 1985)
- Ron Cavenall, ex cestista statunitense (Beaumont, n. 1959)
- Ronnie Harrell, cestista statunitense (Denver, n. 1996)
- Ronnie Henderson, ex cestista statunitense (Gulfport, n. 1974)
- Ronnie Lester, ex cestista e dirigente sportivo statunitense (Canton, n. 1959)
- Ronnie Robinson, cestista statunitense (Memphis, n. 1951 - Memphis, † 2004)
- Ronnie Smith, cestista statunitense (Galveston, n. 1962 - † 2011)
- Ronnie Taylor, ex cestista statunitense (Raleigh, n. 1981)
- Ronnie Valentine, ex cestista statunitense (Norfolk, n. 1957)

## Chitarristi(2)
- Ronnie Earl, chitarrista statunitense (Queens, n. 1953)
- Ronnie Montrose, chitarrista statunitense (Denver, n. 1947 - Millbrae, † 2012)

## Criminali(1)
- Ronnie Lee Gardner, criminale statunitense (Salt Lake City, n. 1961 - Salt Lake City, † 2010)

## Giocatori di football americano(8)
- Ronnie Bell, giocatore di football americano statunitense (Kansas City, n. 2000)
- Ronnie Brown, giocatore di football americano statunitense (Rome, n. 1981)
- Ronnie Harmon, ex giocatore di football americano statunitense (New York, n. 1964)
- Ronnie Hickman, giocatore di football americano statunitense (New York, n. 2001)
- Ronnie Hillman, giocatore di football americano statunitense (Long Beach, n. 1991 - Atlanta, † 2022)
- Ronnie Rivers, giocatore di football americano statunitense (Castro Valley, n. 1999)
- Ronnie Shanklin, giocatore di football americano statunitense (Hubbard, n. 1948 - DeSoto, † 2003)
- Ronnie Stanley, giocatore di football americano statunitense (Las Vegas, n. 1994)

## Hockeisti su ghiaccio(1)
- Ronnie Sundin, ex hockeista su ghiaccio svedese (Ludvika, n. 1970)

## Imprenditori(1)
- Ronnie Barrett, imprenditore statunitense (Murfreesboro, n. 1954)

## Pianisti(1)
- Ronnie Aldrich, pianista e arrangiatore britannico (Erith, n. 1916 - Isola di Man, † 1993)

## Piloti automobilistici(2)
- Ronnie Peterson, pilota automobilistico svedese (Örebro, n. 1944 - Milano, † 1978)
- Ronnie Quintarelli, pilota automobilistico italiano (Negrar, n. 1979)

## Politici(2)
- Ronnie Brunswijk, politico surinamese (Moengotapoe, n. 1961)
- Ronnie Campbell, politico britannico (Tynemouth, n. 1943 - Londra, † 2024)

## Registi(1)
- Ronnie del Carmen, regista e sceneggiatore filippino (Cavite, n. 1959)

## Tastieristi(1)
- Ronnie Leahy, tastierista e compositore britannico (Glasgow, n. 1947)

## Tennisti(1)
- Ronnie Båthman, ex tennista svedese (Köping, n. 1959)

## Trombettisti(1)
- Ronnie Blake, trombettista statunitense (San Fernando, n. 1972)

## Velocisti(1)
- Ronnie Baker, velocista statunitense (Louisville, n. 1993)

## Wrestler(1)
- R-Truth, wrestler e rapper statunitense (Charlotte, n. 1972)

## Senza attività specificata(1)
- Ronnie e Donnie Galyon, statunitense (Dayton, n. 1951 - Dayton, † 2020)